# Robert K. Kraft
Robert Kenneth Kraft (Brookline, 5 giugno 1941) è un dirigente d'azienda e dirigente sportivo statunitense.
È presidente del consiglio di amministrazione e CEO di The Kraft Group, una holding da lui stesso fondata, con interessi nel campo immobiliare, intrattenimento, sportivo e finanziario. Tramite la sua holding gestisce la franchigia NFL dei New England Patriots, la squadra di calcio dei New England Revolution e il Gillette Stadium.

## Biografia
Kraft è cresciuto in una famiglia ebrea praticante, il padre lavorava come sarto nel quartiere cinese di Boston. Si laurea nel 1963, sfruttando una borsa di studio, presso la Columbia University. Nel 1965 ottiene un MBA alla Harvard Business School.

## Presidenza dei Patriots
Fan accanito dei New England Patriots fin dal 1971, nel 1994 riuscì a evitare il trasferimento della squadra a St.Louis voluto dall'allora presidente James Orthwein, comprando dallo stesso Orthwein la squadra per 175 milioni di $. Tale offerta era la più alta mai richiesta per una franchigia NFL e destò molto scalpore perché indirizzata verso una squadra debole e con un pubblico poco incline al football.

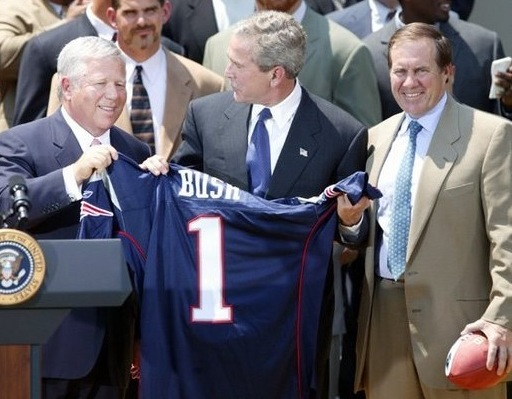
Kraft (a sinistra) e Bill Belichick (a destra) con il Presidente George W. Bush durante la visita alla Casa Bianca in seguito alla vittoria nel Super Bowl XXXVIII.

Nel 2002 Kraft finanziò la costruzione del nuovo stadio nella città di Foxborough, il Gillette Stadium costato 350 milioni di $ da lui interamente versati.
La presidenza di Kraft invertì l'andamento dei Patriots, che fino a quel momento erano una delle peggiori squadre della NFL con solo 6 apparizioni ai playoff nei 33 anni precedenti.
Dal 1994 ad oggi, sotto la guida di Kraft, i New England Patriots hanno vinto il titolo della AFC East nelle stagioni 1996, 1997, 2001, 2003, 2004, 2005, 2006, 2007, 2009, 2010, 2011, 2012, 2013, 2014, 2015, 2016, 2017, 2018, 2019; raggiungendo il Super Bowl nel 1996 (perso), 2001 (vinto), 2003 (vinto), 2004 (vinto), 2007 (perso), nel 2011 (perso), nel 2014 (vinto), nel 2016 (vinto), nel 2017 (perso) e nel 2019 (vinto).
Nel 2007 la squadra concluse la stagione regolare da imbattuta, caso unico da quando il calendario è stato ampliato a sedici partite, giungendo fino al Super Bowl XLII, perso a sorpresa contro i New York Giants.

## L'incidente diplomatico con Vladimir Putin
Questa sua passione per il football fu causa di un incidente diplomatico tra USA e Russia quando nel 2005 affermò che il presidente russo Vladimir Putin gli aveva rubato uno degli anelli regalati a seguito della vittoria del Super Bowl. Kraft minimizzò la vicenda sostenendo di averlo donato in segno di amicizia e rispetto verso Putin. Nel giugno 2013, tuttavia, tornò a sostenere che l'anello gli era stato rubato dal presidente russo e che aveva dovuto ritrattare l'affermazione avendo subito delle pressioni dalla Casa Bianca.
In occasione del Super Bowl LI, Kraft si è detto speranzoso che il presidente Donald Trump potesse intercedere presso Putin per la restituzione dell'anello.

## Filantropia
Con un patrimonio di 6,2 miliardi di dollari, Kraft è impegnato in attività filantropiche verso enti universitari quali la Columbia University, la Harvard Business School, il Boston College e il College of the Holy Cross. Nel 2007 con una donazione di 5 milioni di dollari ha contribuito alla realizzazione dello stadio della Columbia University, in seguito rinominato Robert K. Kraft Field.

## Vita privata
Nel giugno 1963, Kraft sposò Myra Nathalie Hiatt, figlia dell'uomo d'affari Jacob Hiatt. Il matrimonio durò fino alla morte per cancro di Myra il 20 luglio 2011, all'età di 68 anni. La coppia ha avuto 4 figli: Jonathan A. Kraft, Daniel A. Kraft, Joshua Kraft e David Kraft.
Nel giugno 2012 Kraft ha iniziato a frequentare l'attrice Ricki Noel Lander.  Kraft e Lander si sono lasciati nel 2018.
Il 5 marzo 2022 Tommy Hilfiger ha annunciato all'evento inaugurale del Gala Palm Beach che Kraft e la sua compagna, Dana Blumberg, si erano fidanzati. Il 14 ottobre 2022 la coppia si è sposata a New York.